# Acura TLX
Der Acura TLX ist eine Mittelklasse-Limousine der zu Honda gehörigen Marke Acura.

## 1. Generation (2014–2020)
Das Fahrzeug der ersten Generation ging aus der auf der NAIAS 2014 gezeigten Studie TLX Prototype hervor. Die Serienversion wurde im April 2014 auf der NYIAS vorgestellt, die Produktion lief im Juli 2014 in Marysville (Ohio) in den Vereinigten Staaten an. Der Verkauf der Limousine begann im August 2014. Das Fahrzeug wurde in den Vereinigten Staaten, Kanada, Mexiko und China verkauft. Zwischenzeitlich war es auch in Russland erhältlich.
Auf der NYIAS 2017 stellte Acura eine überarbeitete Version des TLX vor. Sie kam im Juni 2017 zu den Händlern.

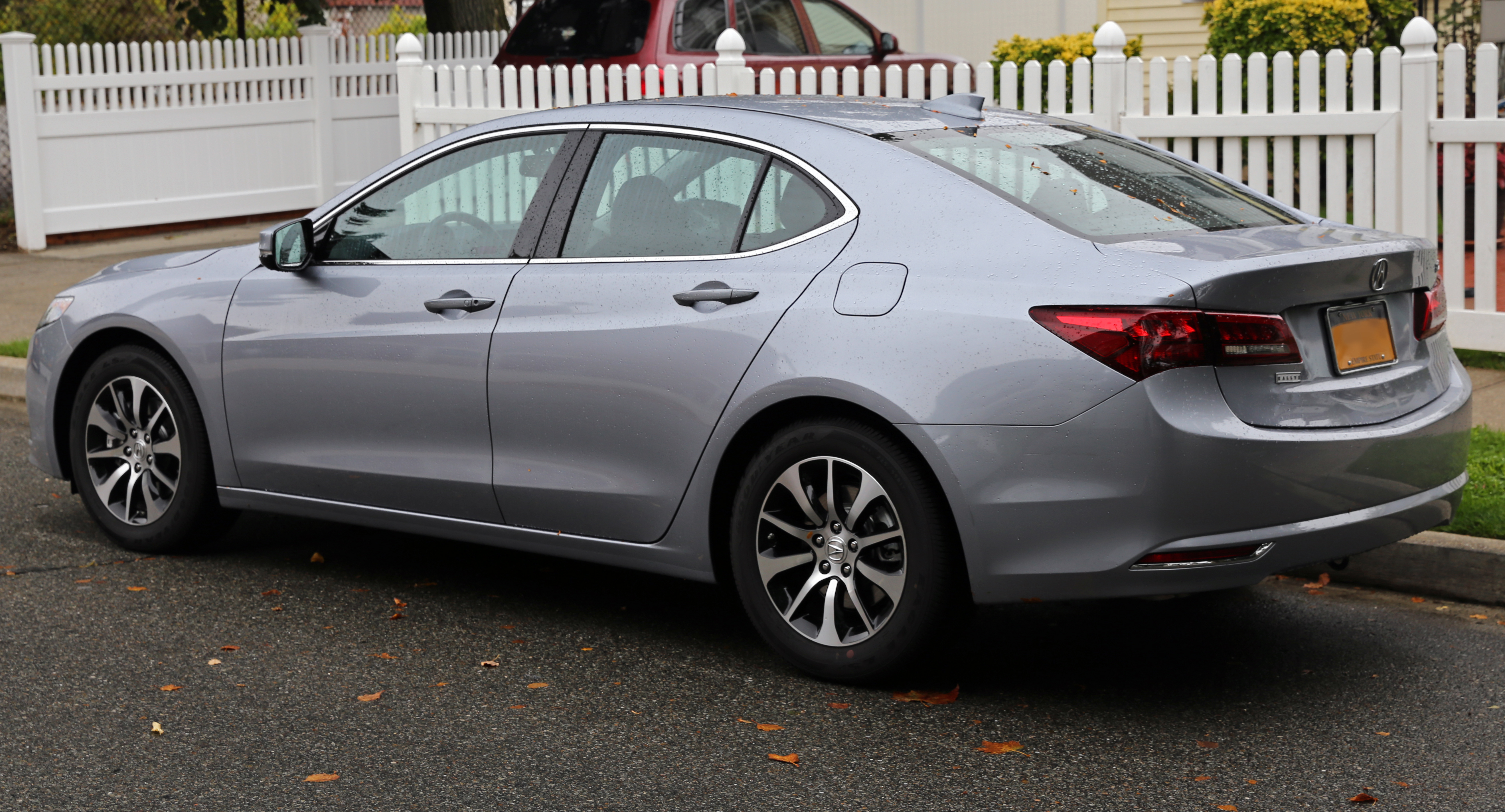
Heckansicht
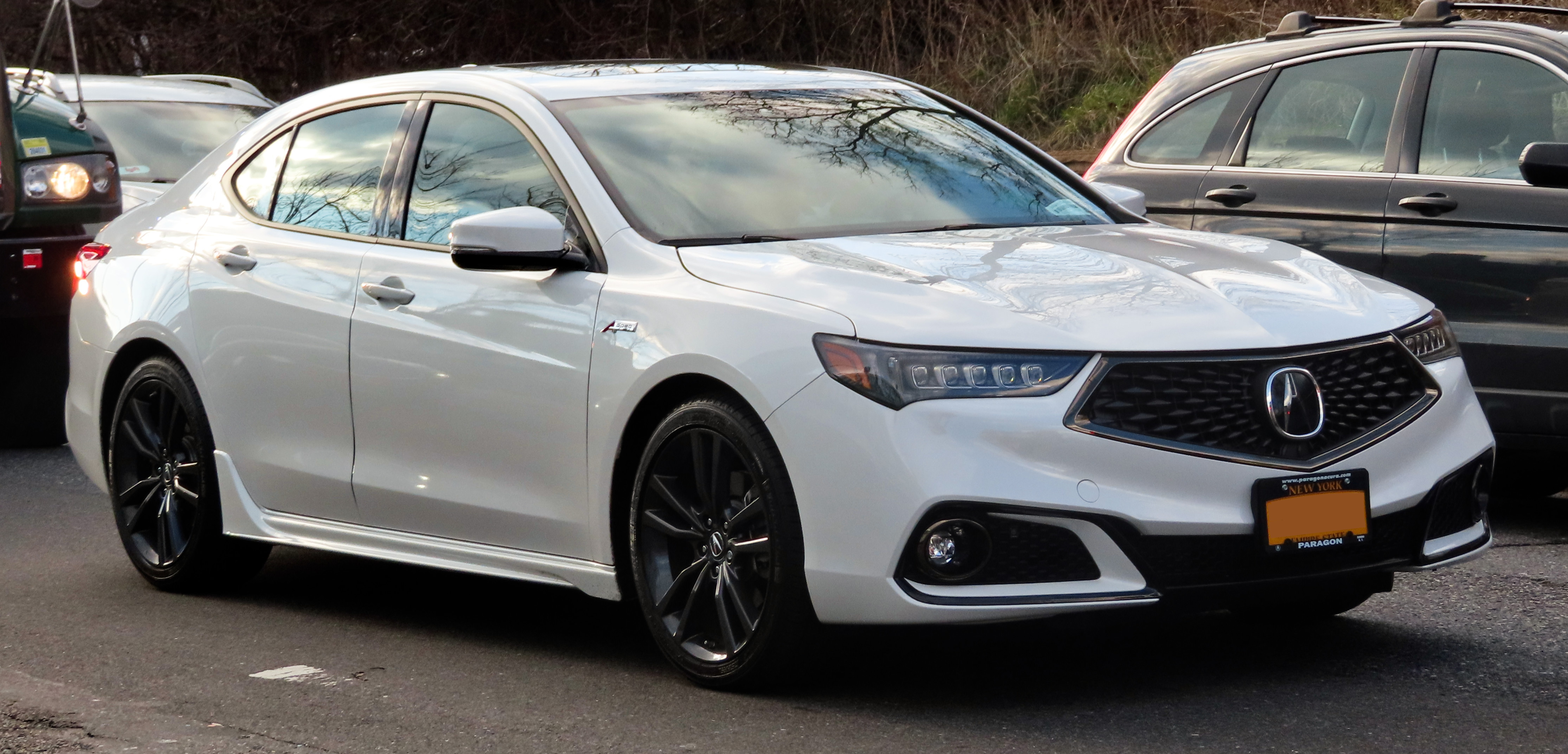
Acura TLX A-Spec (2017–2020)
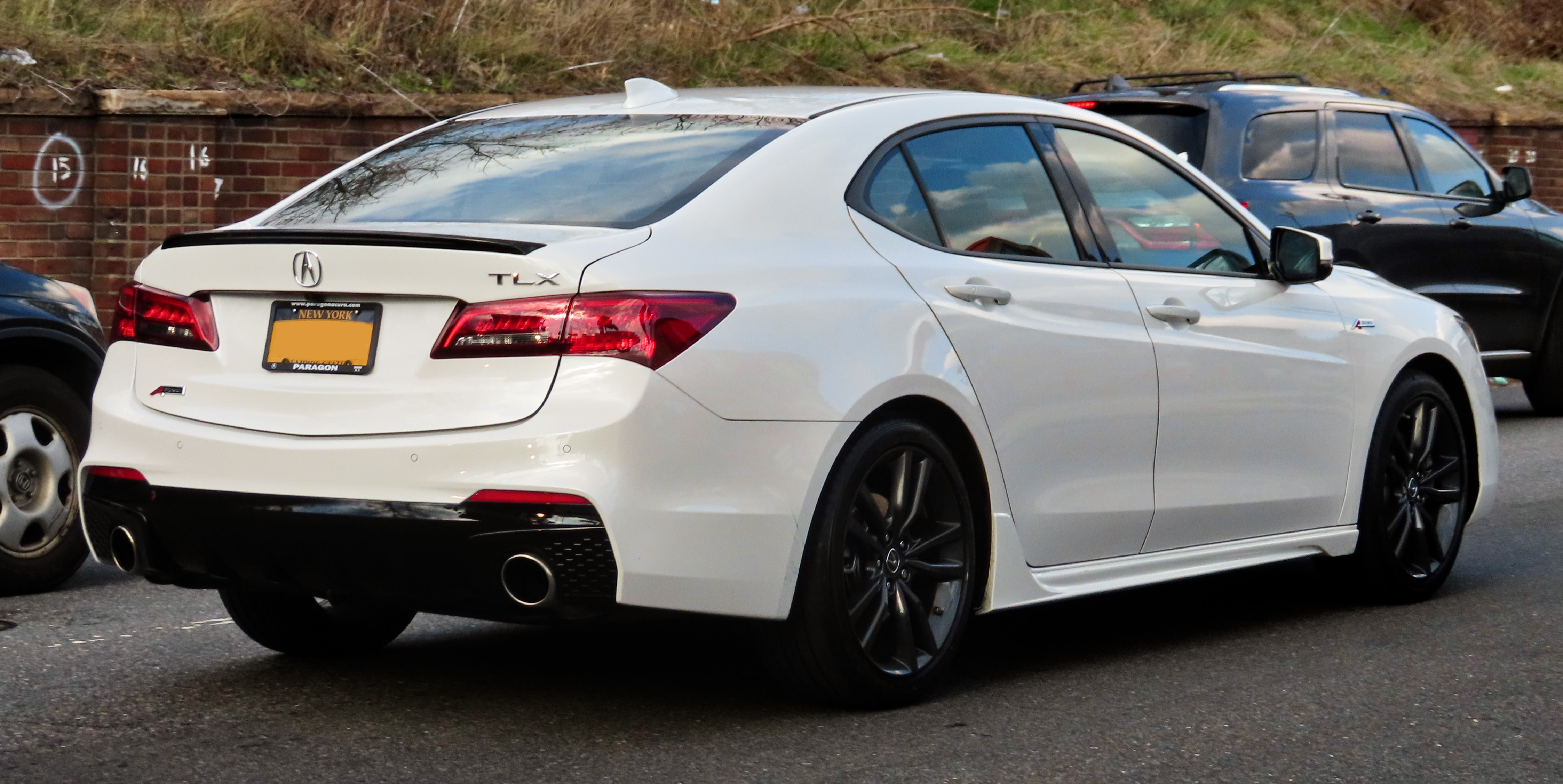
Heckansicht
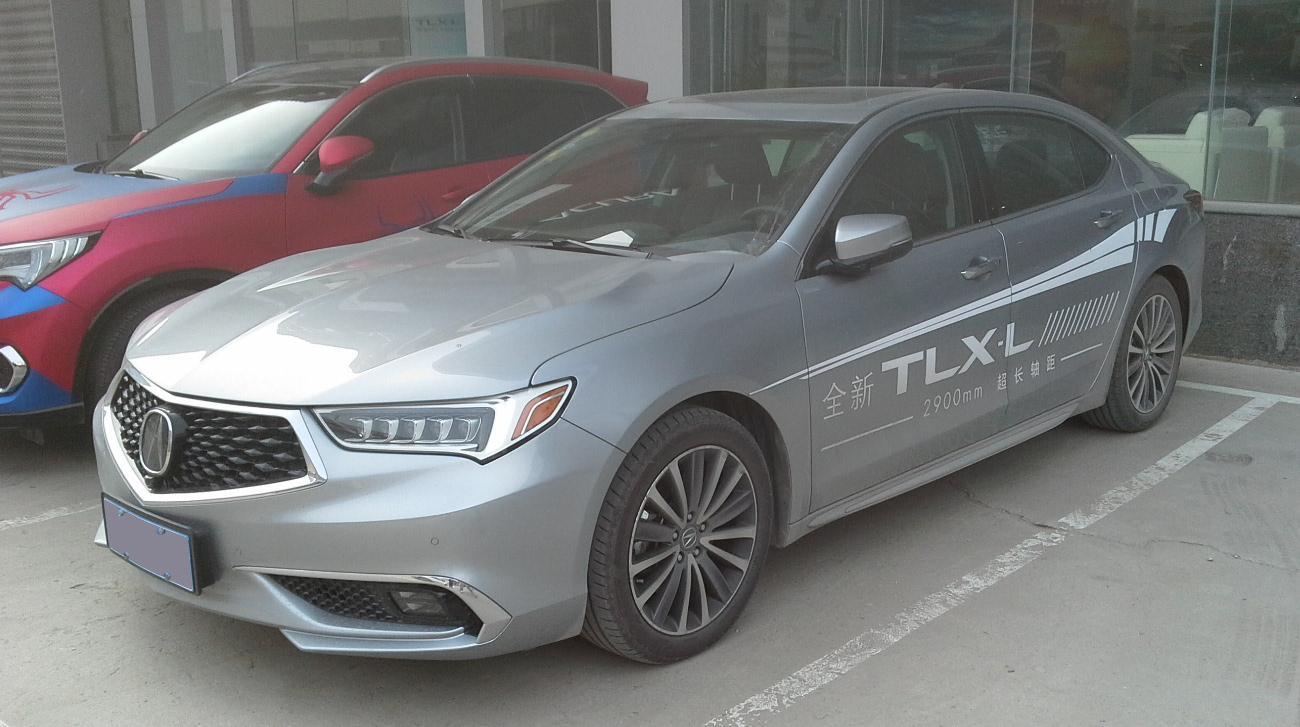
TLX-L

### Technische Daten
|                                  | TLX 2.4 i-VTEC                   | TLX 3.5 i-VTEC-VCM           |
| Motor                            | Motor                            | Motor                        |
| -------------------------------- | -------------------------------- | ---------------------------- |
| Bauzeitraum                      | 07/2014–08/2020                  | 07/2014–08/2020              |
| Motortyp                         | Ottomotor                        | Ottomotor                    |
| Motorbauart                      | R4                               | V6                           |
| Hubraum                          | 2356 cm³                         | 3471 cm³                     |
| Leistung                         | 153 kW (208 PS) bei 6800/min     | 213 kW (290 PS) bei 6200/min |
| Drehmoment                       | 247 Nm bei 4500/min              | 355 Nm bei 4500/min          |
| Kraftübertragung                 |                                  |                              |
| Antrieb, serienmäßig             | Vorderradantrieb                 | Vorderradantrieb             |
| Antrieb, optional                | —                                | Allradantrieb                |
| Getriebe, serienmäßig            | 8-Stufen-Doppelkupplungsgetriebe | 9-Stufen-Automatikgetriebe   |
| Messwerte                        |                                  |                              |
| Höchstgeschwindigkeit            | 210 km/h                         | 201 km/h                     |
| Beschleunigung 0–100 km/h        | 8,2 s                            | 6,9 s                        |
| Kraftstoffverbrauch (kombiniert) | 7,9 l Super                      | 9,1 l Super                  |
| CO2-Emissionen (kombiniert)      | 184 g/km                         | 211 g/km                     |
| Tankinhalt                       | 65 l                             | 68 l                         |

## 2. Generation (2020–2025)
Einen ersten Ausblick auf einen neuen TLX präsentierte Acura im August 2019 während des Pebble Beach Concours d’Elegance mit dem Type S Concept. Das Serienmodell wurde schließlich Ende Mai 2020 vorgestellt und wurde zwischen August 2020 und Juli 2025 in Ohio gebaut. Im August 2020 kam es in Nordamerika zu den Händlern. Eine überarbeitete Version der Baureihe wurde im November 2023 gezeigt.

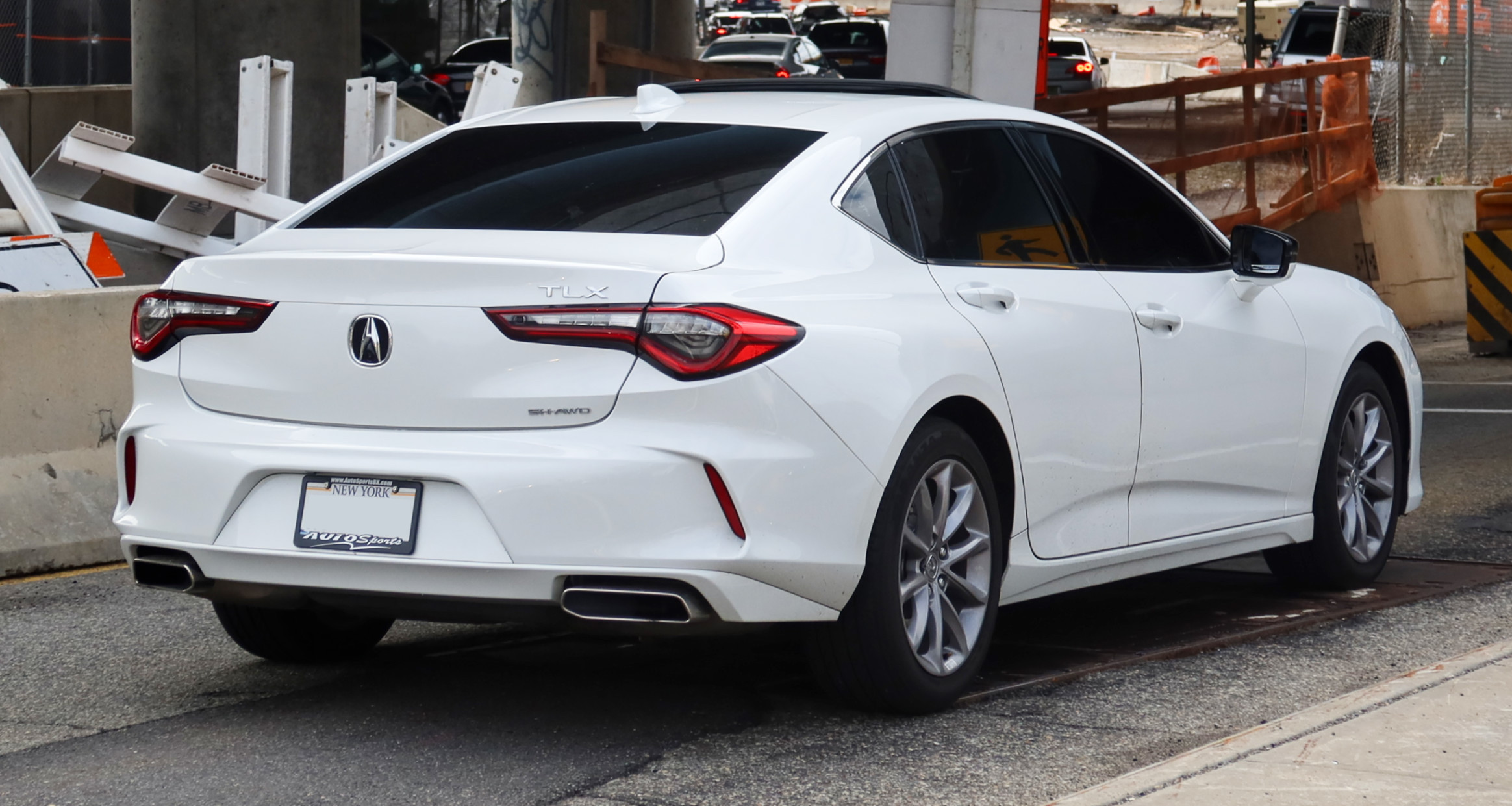
Heckansicht
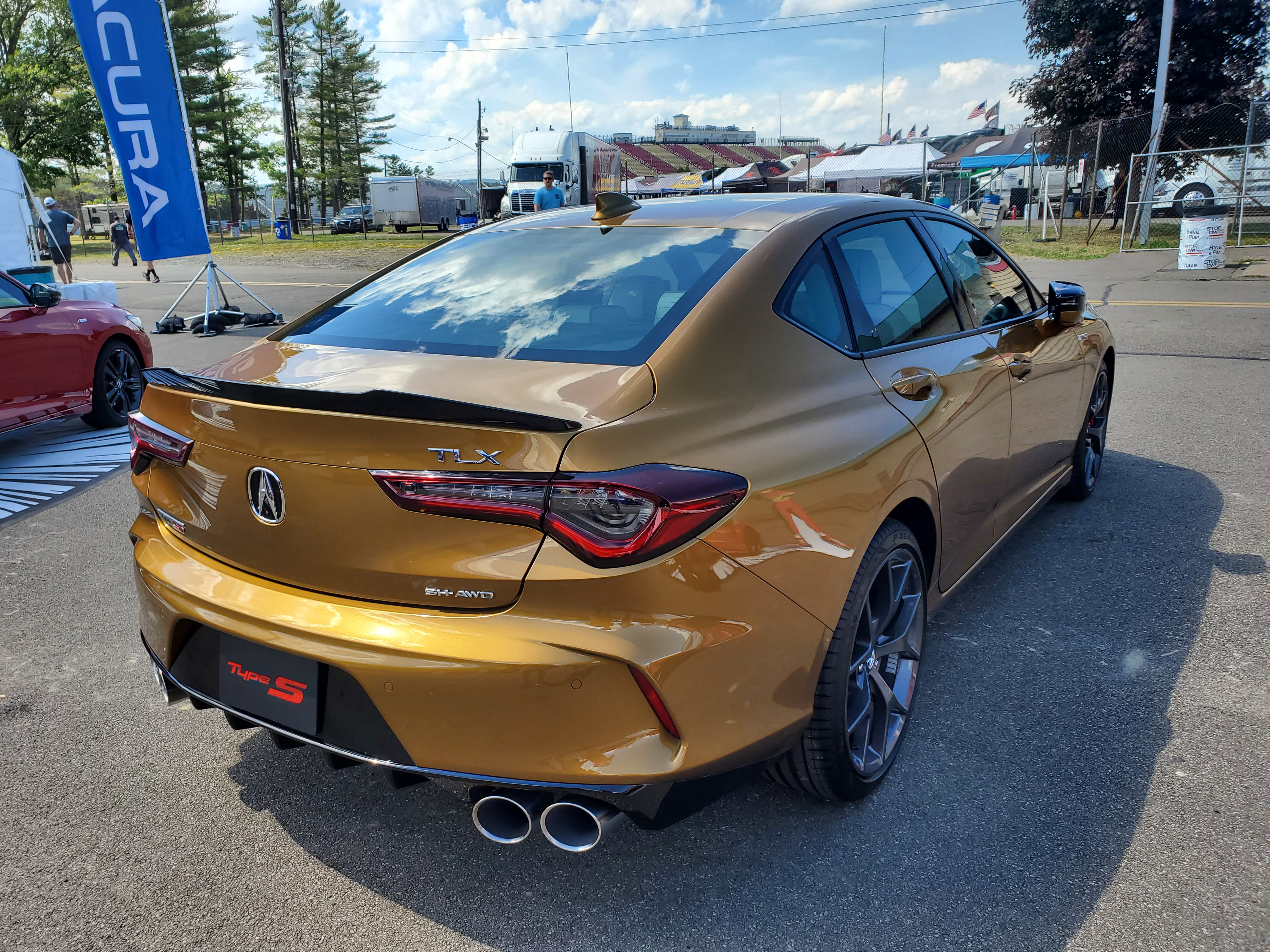
Acura TLX Type S (2021–2023)

### Technische Daten
Zum Marktstart war nur ein aufgeladener Zweiliter-Ottomotor mit 203 kW (276 PS) verfügbar. Für Mai 2021 wurde noch eine sportlichere Type-S-Version angekündigt, die von einem aufgeladenen Dreiliter-Ottomotor mit 265 kW (360 PS) angetrieben wird.
|                                  | TLX 2.0 VTEC                 | TLX 3.0 Type S               |
| Motor                            | Motor                        | Motor                        |
| -------------------------------- | ---------------------------- | ---------------------------- |
| Bauzeitraum                      | 08/2020–07/2025              | 05/2021–07/2025              |
| Motortyp                         | Ottomotor                    | Ottomotor                    |
| Motorbauart                      | R4                           | V6                           |
| Motoraufladung                   | Turbolader                   | Turbolader                   |
| Hubraum                          | 1996 cm³                     | 2997 cm³                     |
| Leistung                         | 203 kW (276 PS) bei 6500/min | 265 kW (360 PS) bei 5500/min |
| Drehmoment                       | 380 Nm bei 1600–4500/min     | 480 Nm bei 1400–5000/min     |
| Kraftübertragung                 |                              |                              |
| Antrieb, serienmäßig             | Vorderradantrieb             | Allradantrieb                |
| Antrieb, optional                | (Allradantrieb)              | —                            |
| Getriebe, serienmäßig            | 10-Stufen-Automatikgetriebe  | 10-Stufen-Automatikgetriebe  |
| Messwerte                        |                              |                              |
| Höchstgeschwindigkeit            | 209 km/h                     | 250 km/h                     |
| Beschleunigung 0–100 km/h        | k. A.                        | 5,0 s                        |
| Kraftstoffverbrauch (kombiniert) | 9,4 l Super (9,8 l Super)    | 11,2 l Super                 |
| CO2-Emissionen (kombiniert)      | k. A.                        | k. A.                        |
| Tankinhalt                       | 60 l                         | 60 l                         |
| CARB-Rating                      | SULEV-30                     | ULEV70                       |